# Centro Associado da UNED de Pontevedra
O Centro Associado da UNED em Pontevedra (UNED Pontevedra) é um centro de ensino universitário da Universidade Nacional de Educação a Distância (UNED) localizado na cidade espanhola de Pontevedra. Pertence ao Campus Noroeste da UNED, do qual é o centro mais importante.
É a primeira sede da UNED na Galiza, inicialmente chamada Centro Regional da UNED na Galiza.

## Localização
O Centro Associado da UNED em Pontevedra está localizado na Rua Portugal 1, no bairro de Monte Porreiro em Pontevedra.

## História
Os passos para a criação do centro da UNED em Pontevedra começaram em 1972 graças à vontade do Conselho Provincial de Pontevedra, da Câmara Municipal de Pontevedra e da Caixa de Poupança provincial de Pontevedra. Foi o primeiro centro associado da UNED na Galiza e o segundo em Espanha. Na altura da sua inauguração, era o único centro associado na Galiza, Astúrias e Leão, regiões às quais alargou o seu âmbito territorial.
O centro universitário foi criado por decreto ministerial a 12 de janeiro de 1973 e abriu as suas portas nas instalações da Residência Estudantil Virgen Peregrina (actual Residência Estudantil Abanca), que lhe cedeu vários escritórios e salas de aula. A inauguração teve lugar a 12 de março de 1973, na presença do reitor da Universidade de Santiago de Compostela e do Governador Civil de Pontevedra.
O seu primeiro ano começou com a docência de dois graus universitários, direito e filosofia e letras. Na altura, o centro universitário tinha 350 estudantes. O seu primeiro director, de 1973 a 1975, foi José Antonio Souto Paz, professor de Direito da Universidade de Santiago de Compostela. Em 1974, foram introduzidos mais sete graus. Durante o ano académico 1974-1975, a sede da UNED foi temporariamente transferida para dois andares do edifício central da Caixa Económica Provincial de Pontevedra, no bairro de Campolongo e inscreveram-se 1188 estudantes.
Em 23 de outubro de 1987, a UNED mudou para a sua sede definitiva na cidade, um novo edifício de 7 000 metros quadrados construído no bairro de Monte Porreiro, numa propriedade de mais de 20 000 metros quadrados rodeada por jardins com árvores notáveis. Neste ano académico houve mais de 3000 estudantes e no ano académico de 1992-93 houve mais de 4000 estudantes.
A 7 de dezembro de 1994, o Centro Associado da UNED em Pontevedra foi integrado na rede básica dos Centros Associados da UNED (isto significa que todos os estudos oferecidos pela UNED a nível nacional são ensinados e podem ser cursados no Centro Associado). A partir de 2007, foram criadas várias sucursais (denominadas Aulas Universitarias) na província de Pontevedra, dependentes da sede de Pontevedra. Em 2007 foi criada a sucursal de Lalim, em 2010 a filial de Tui, em 2012 a sucursal de Vigo, em 2017 a filial de Portas e em 2022 a sucursal de Porrinho.
Em setembro de 2020, o Centro Associado da UNED em Pontevedra tornou-se a sede do Campus Noroeste de Espanha da UNED, que coordena os 14 Centros Associados UNED na Galiza, Astúrias, Castela e Leão e Extremadura (Pontevedra, Corunha, Ourense, Lugo, Gijón, Ávila, Burgos, Palência, Ponferrada, Segóvia, Sória, Samora, Mérida e Plasencia),.

## Descrição
Com 4.500 estudantes, o centro da UNED de Pontevedra é o centro associado com o maior número de estudantes na Galiza. Oferece 30 graus universitários, 13 línguas no CUID e o curso de entrada na universidade para os maiores de 25 anos. Os graus mais populares são psicologia e direito.
Os estudos universitários que podem ser feitos no centro universitário são os seguintes : Administração e Gestão de Empresas, Antropologia Social e Cultural, Ciências do ambiente , Ciências Jurídicas da Administração Pública, Educação Infantil, Física, Matemática, Ciências Políticas e da Administração, Criminologia, Química, Direito, Economia, Educação Social, Estudos Ingleses (Língua, Literatura e Cultura), Língua e Literaturas Espanholas, Filosofia, História e Geografia, História da Arte, Engenharia de computação, Engenharia Informática, Engenharia Mecânica, Engenharia Electrônica e Automática Industrial, Engenharia Eléctrica, Engenharia Tecnológica Industrial, Engenharia de energia, Pedagogia, Psicologia, Sociologia, Trabalho Social e Turismo. O centro ministra também 80% dos cursos de extensão universitária da UNED em Espanha. O centro da UNED em Pontevedra também oferece cursos de Verão sem interrupção desde 1989.
O Centro Associado da UNED de Pontevedra é o maior centro espanhol do Campus Noroeste da UNED. O edifício tem três andares e um pátio interior, 4 parlores, uma sala de informática, uma biblioteca, 30 salas de aula, laboratórios (de física, química, biologia, psicologia, engenharia, matemática e informática), sala de reuniões, uma livraria, um refeitório e um anfiteatro de 600 metros quadrados inaugurado em março de 2016.
Um grande mural de mais de 12 metros de comprimento do artista Manuel Moldes, pintado em 1987, decora um dos lados do vestíbulo no primeiro andar do edifício da UNED.,
O Conselho de Administração do Centro Universitário de Pontevedra é composto pelos seguintes órgãos : a UNED, o Conselho Provincial de Pontevedra, o Conselho Municipal de Pontevedra, a Junta da Galiza e a empresa ENCE.

## Galeria

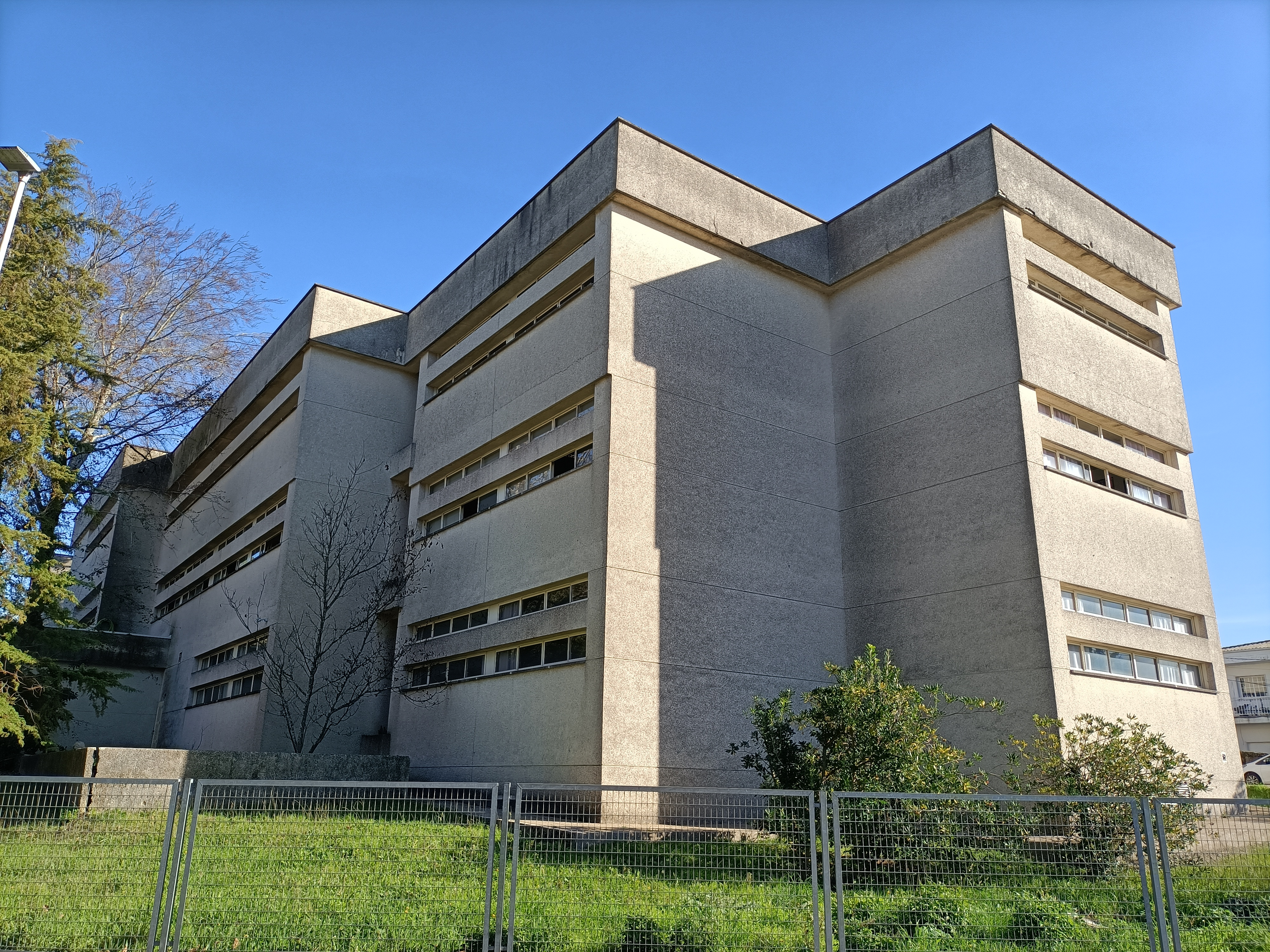
Fachada oeste do Centro Associado da UNED em Pontevedra
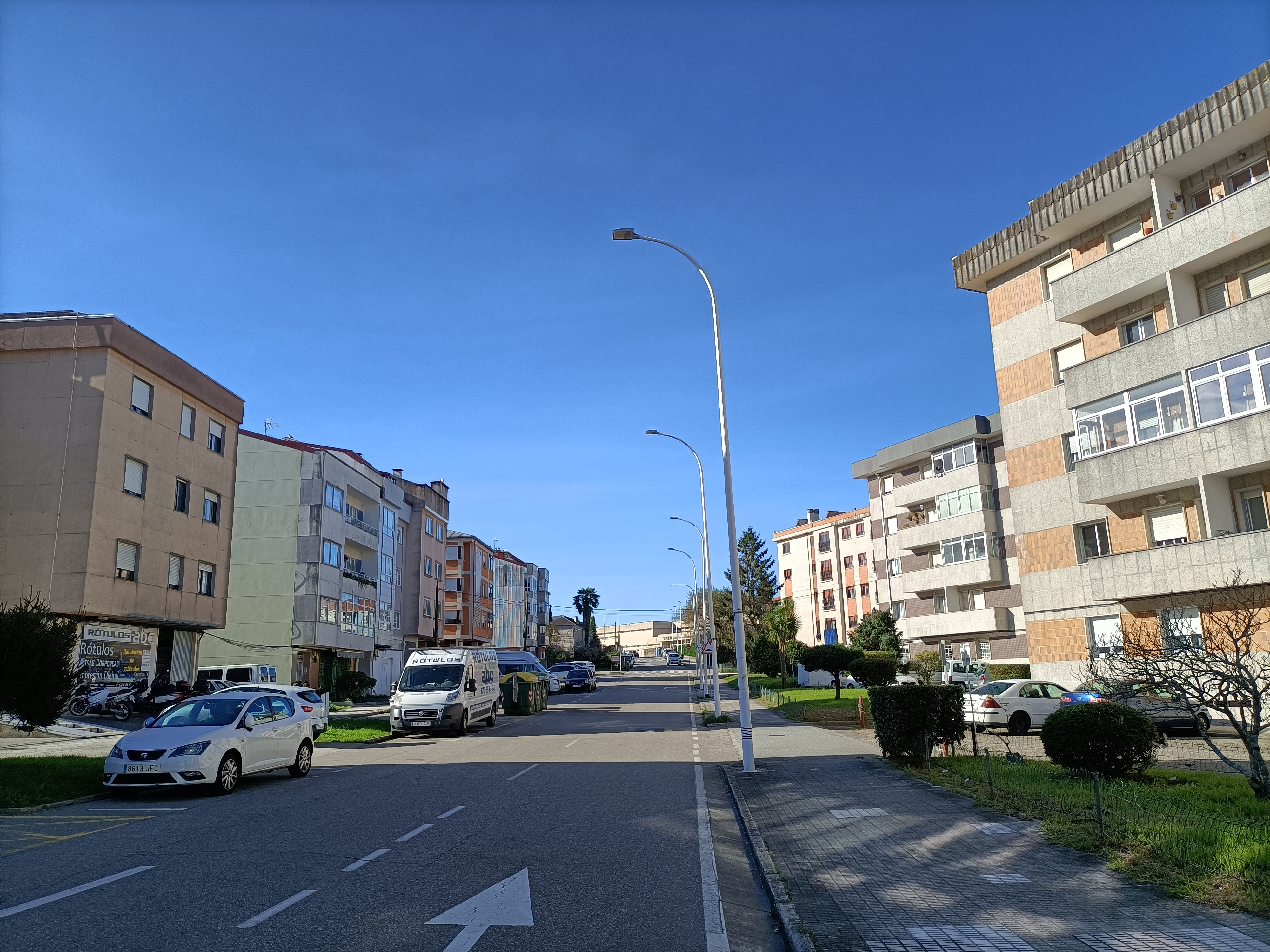
Centro da UNED no final da Rua de Portugal
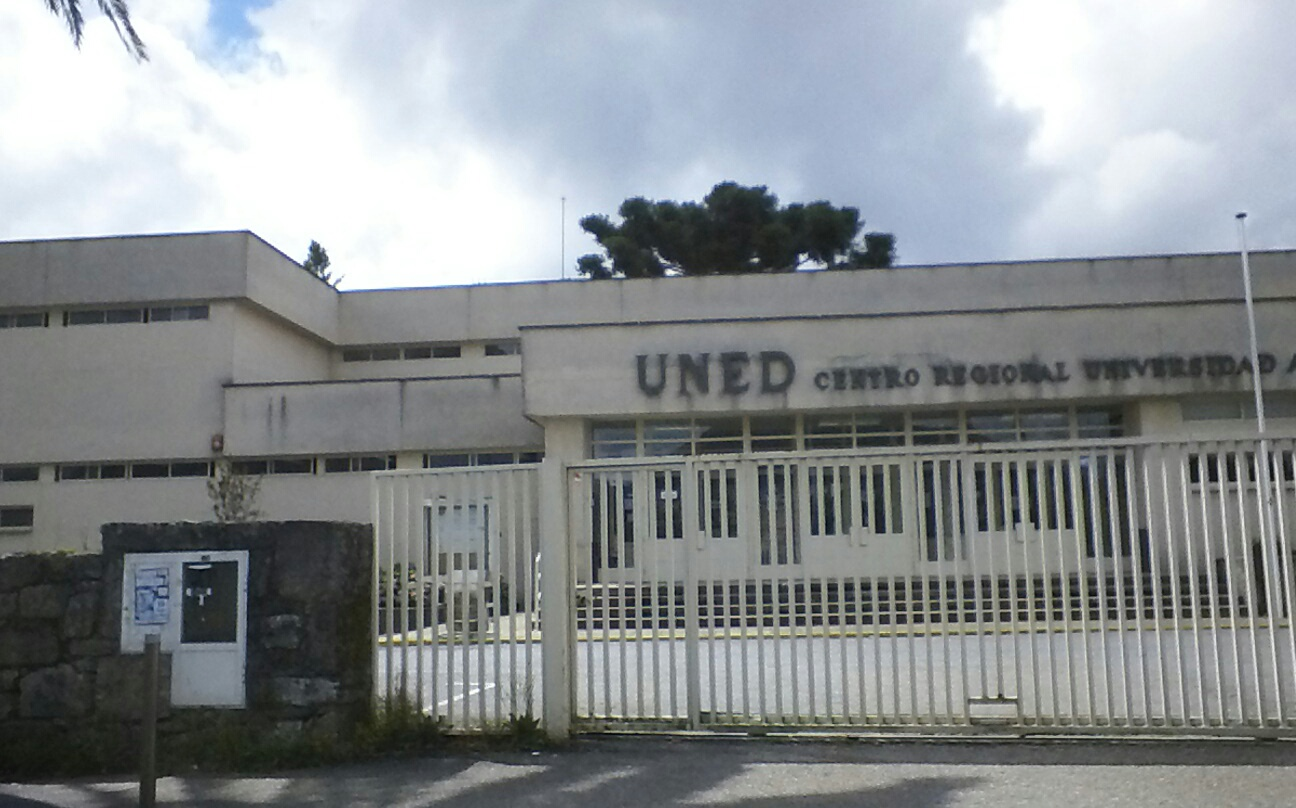
Sede do Centro Associado da UNED em Pontevedra
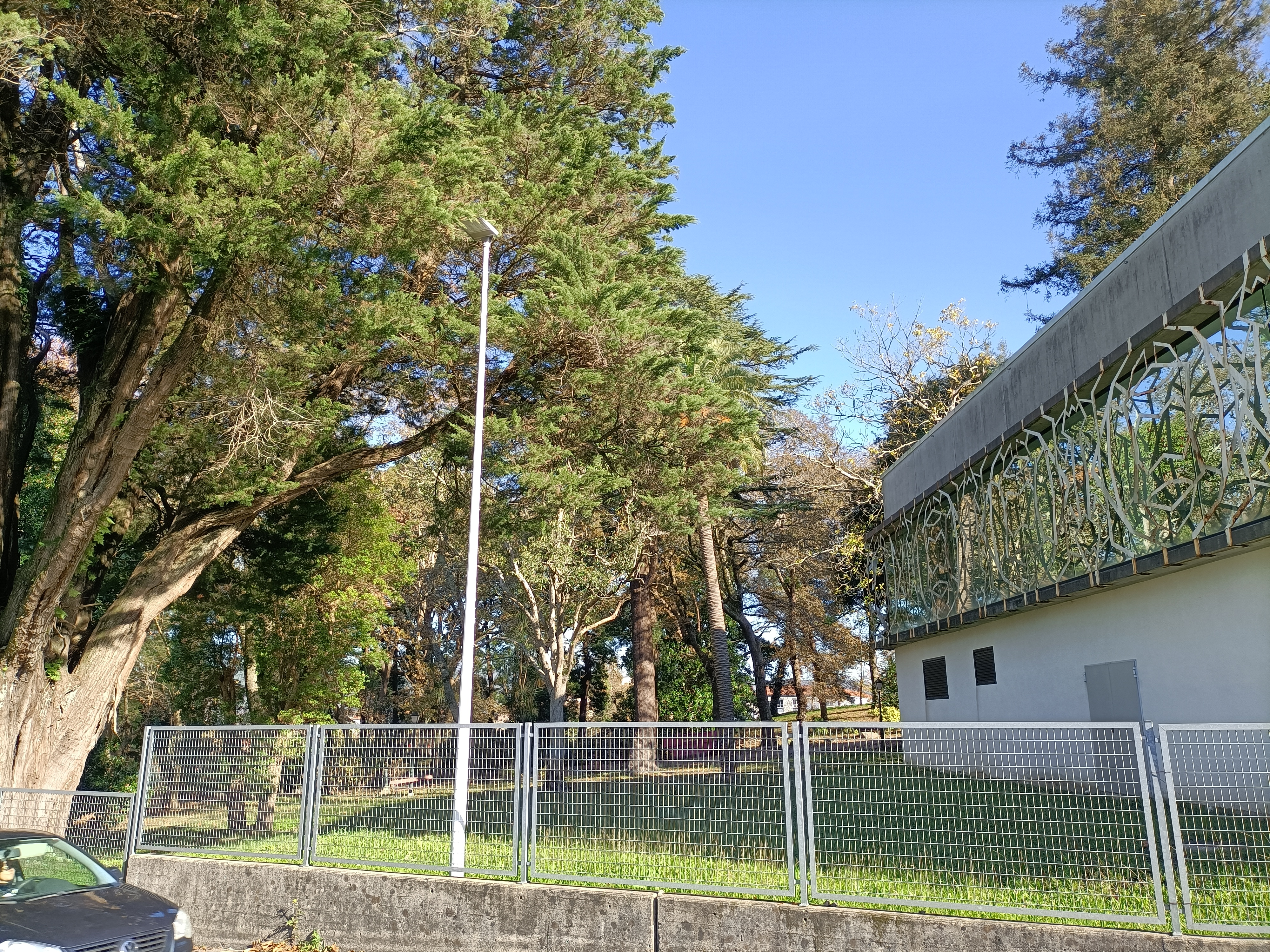
Sala Magna e Parque UNED
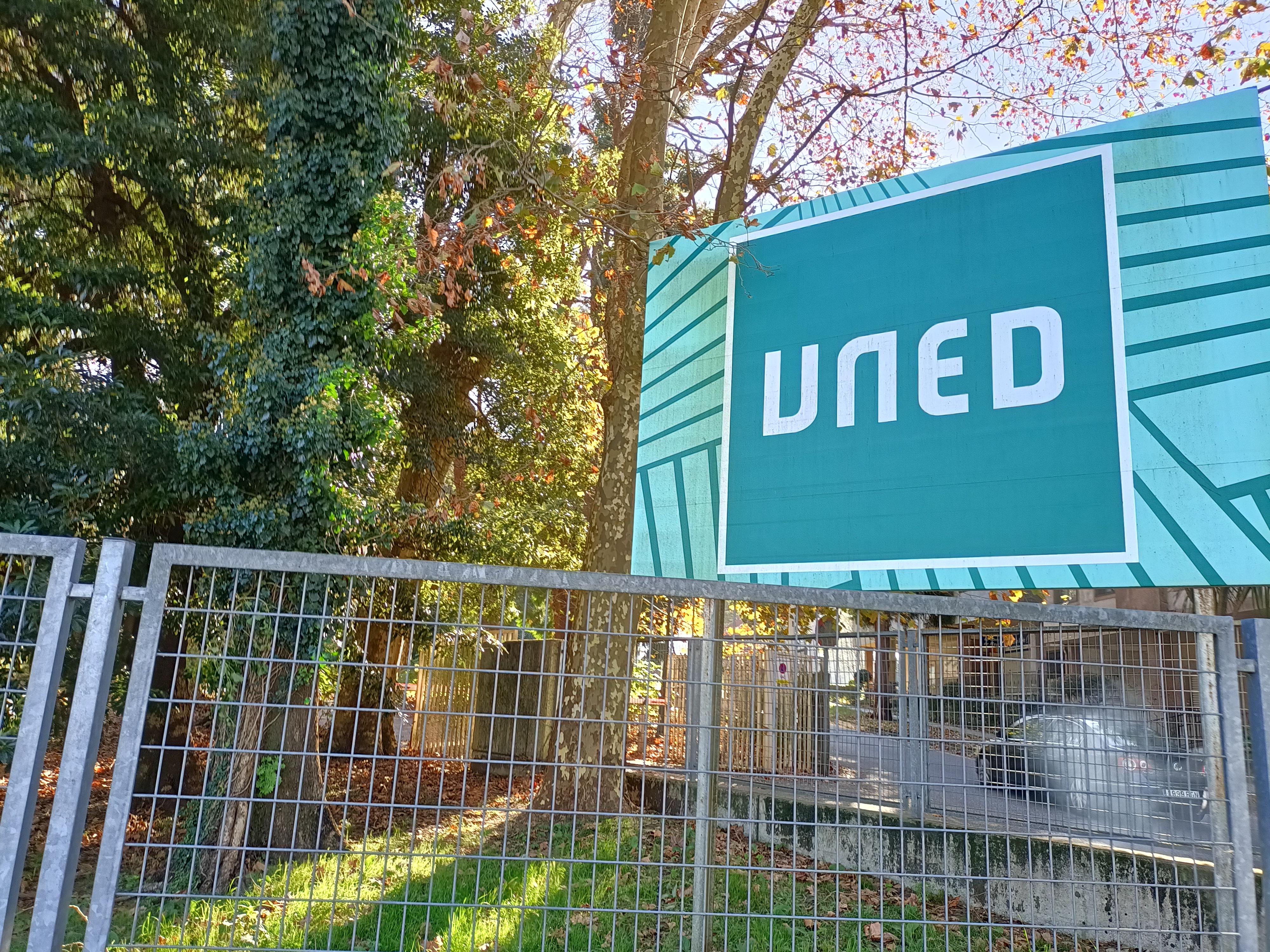
Parque da UNED
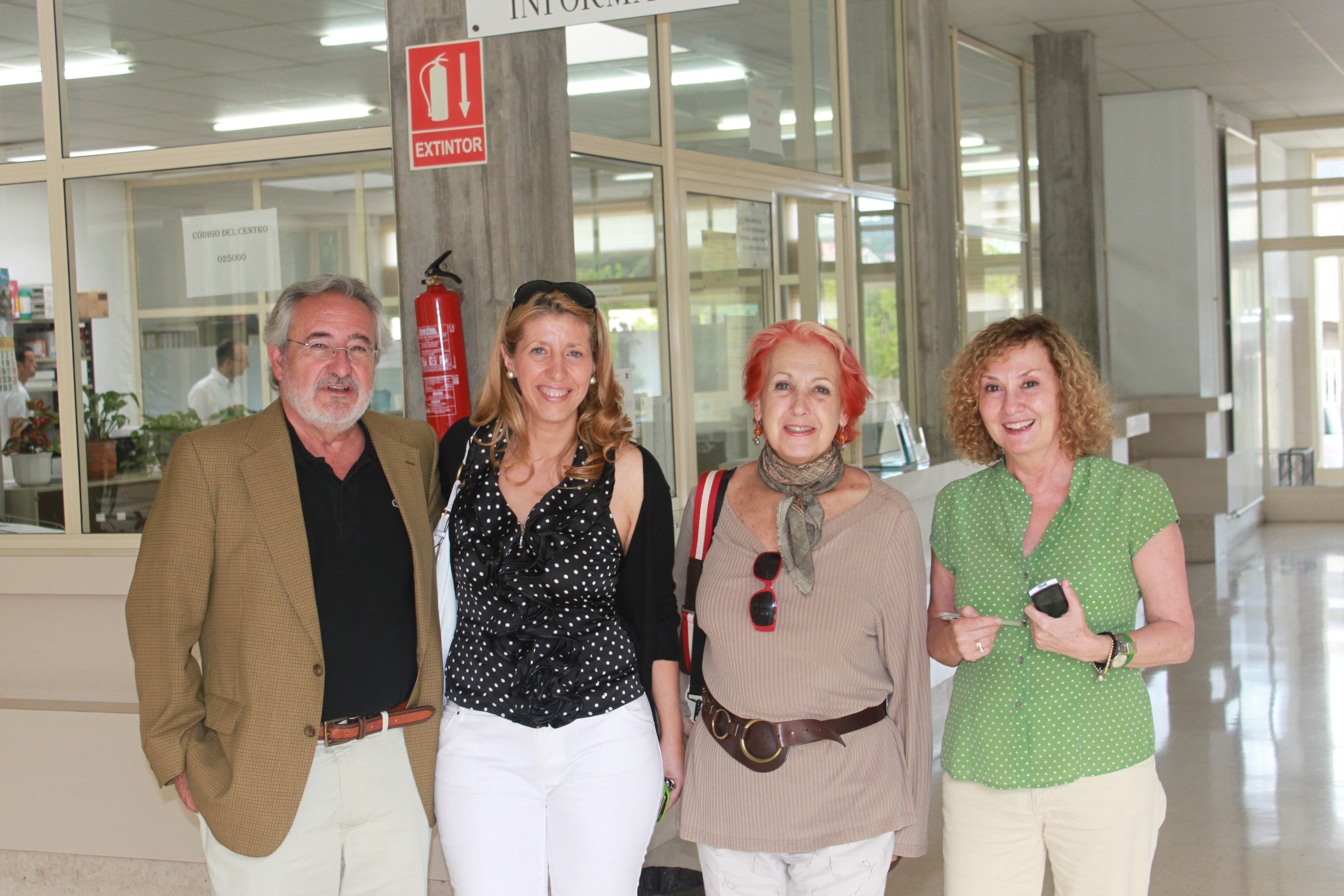
A jornalista Rosa María Calaf no centro asociado da UNED de Pontevedra
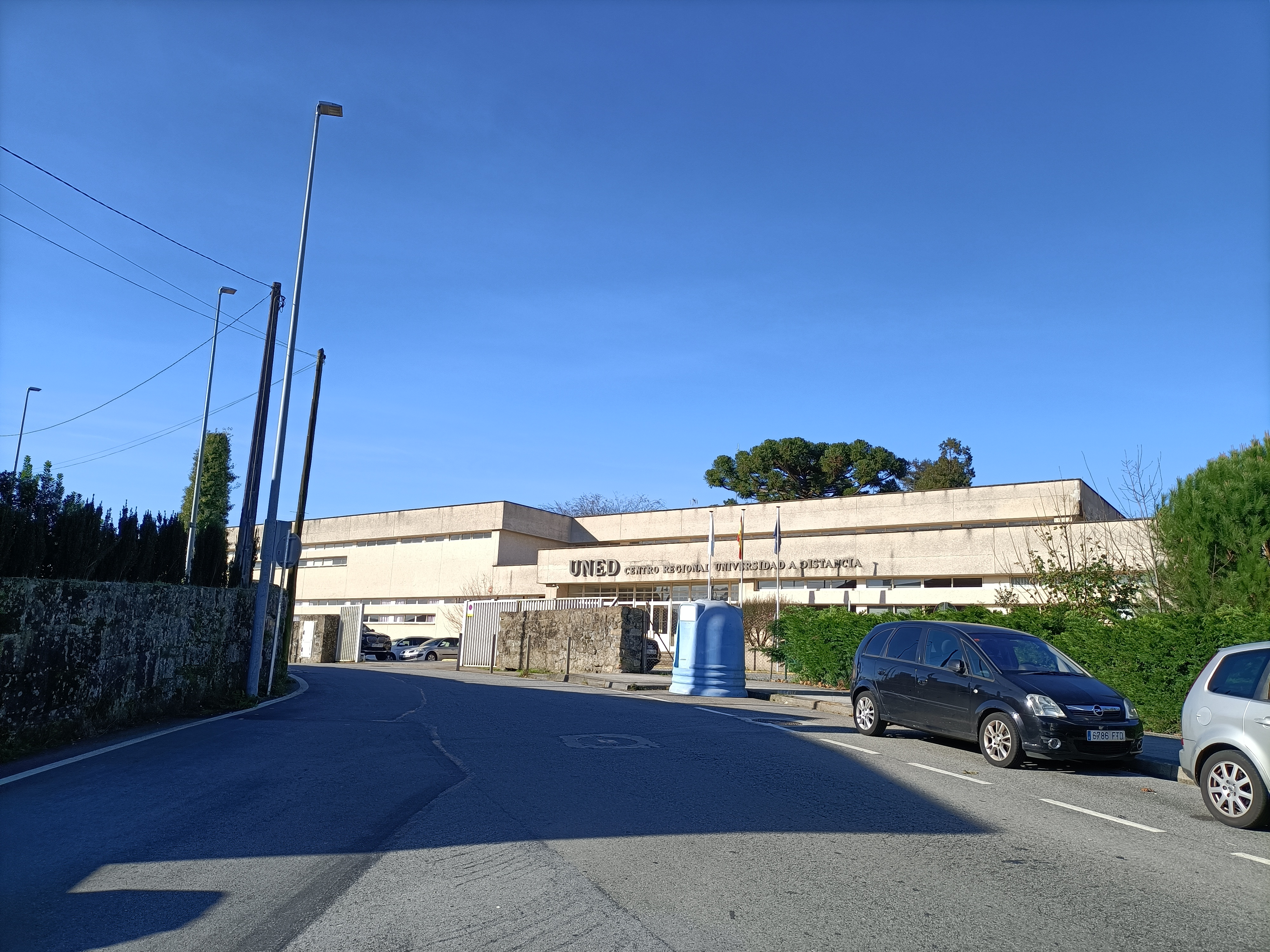
Edifício da UNED
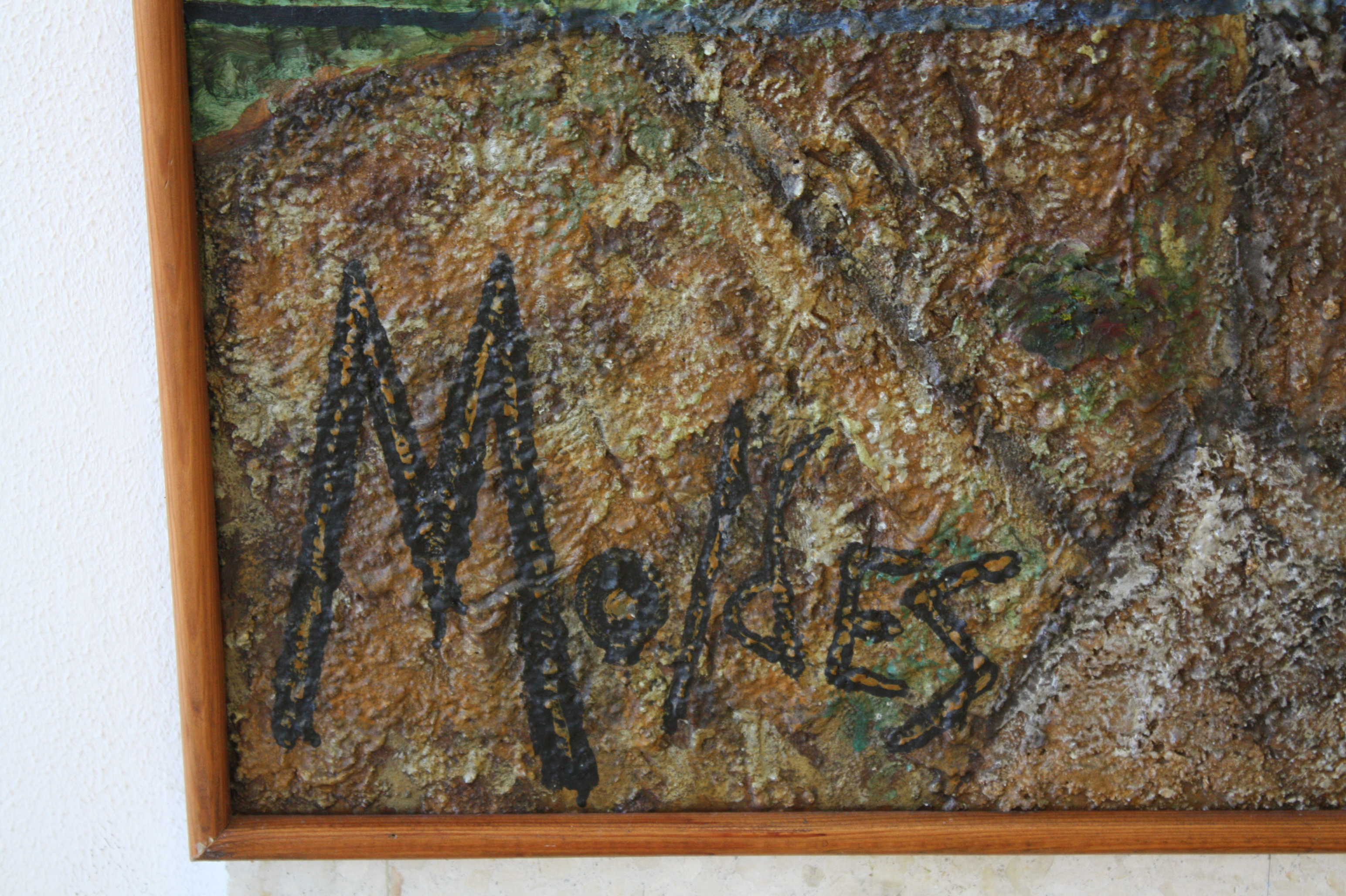
Detalhe do mural de Manuel Moldes dentro da UNED em Pontevedra
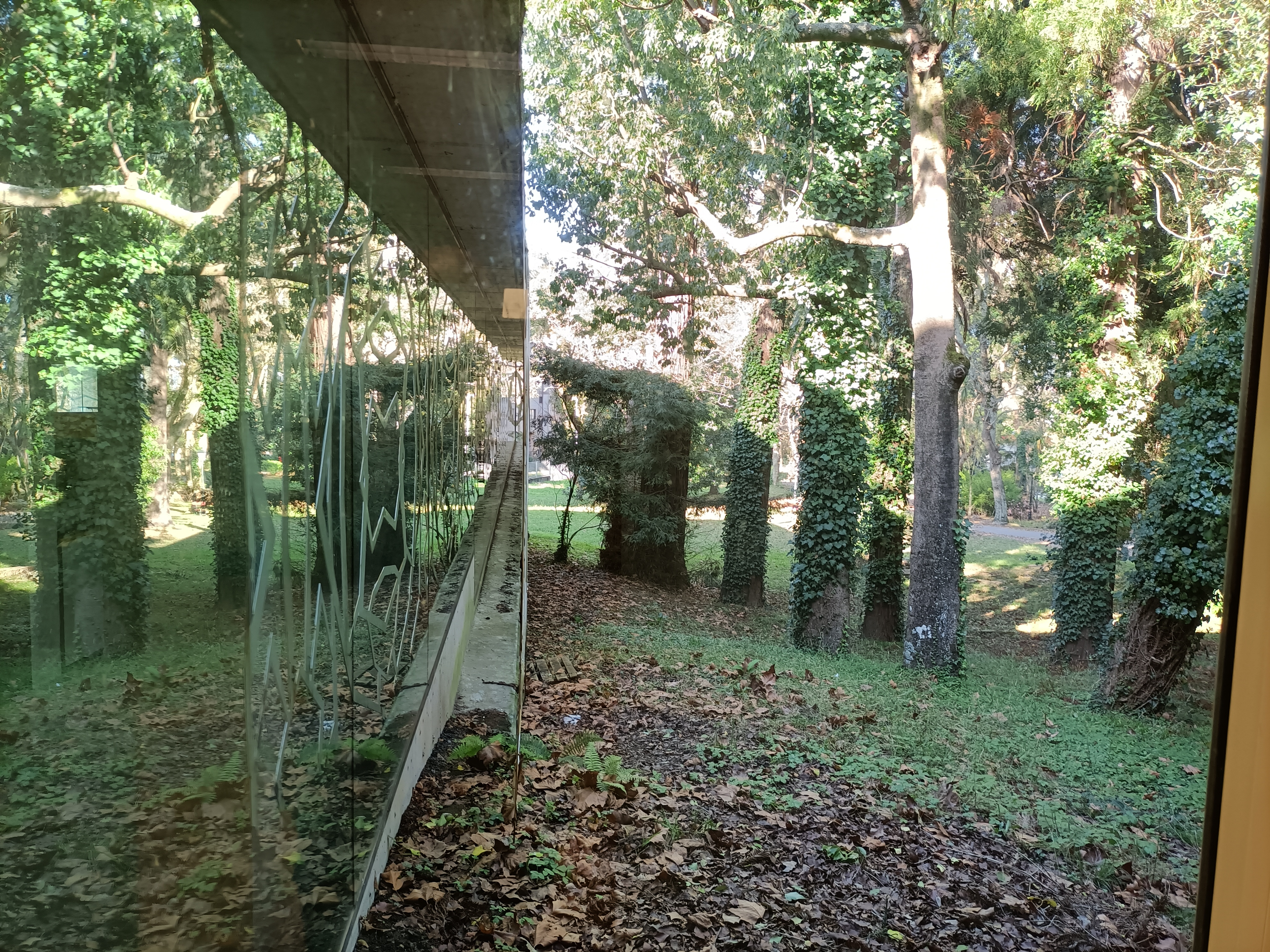
Parque e lateral da Sala Magna
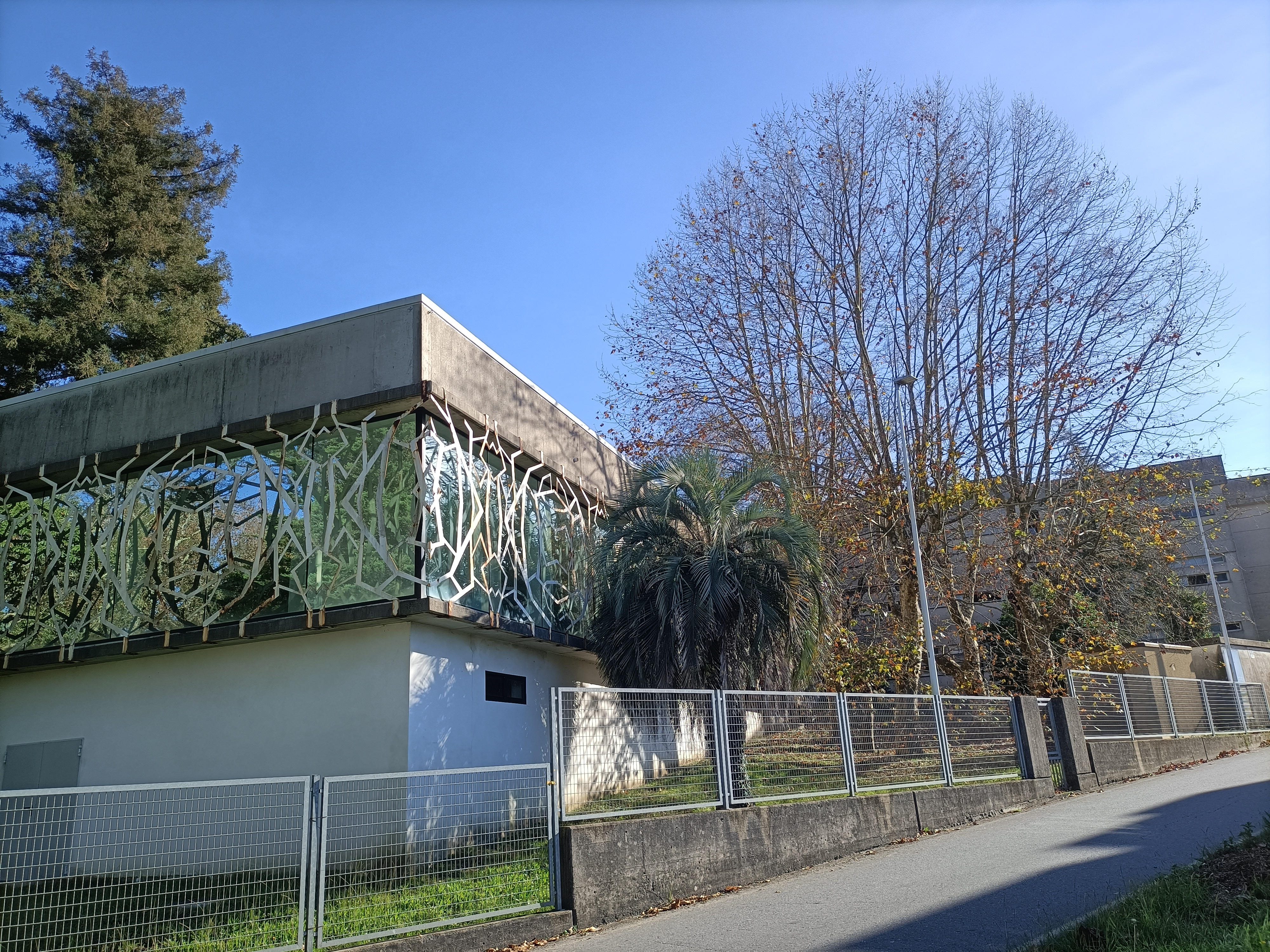
Sala Magna e Edifício Principal ao fundo
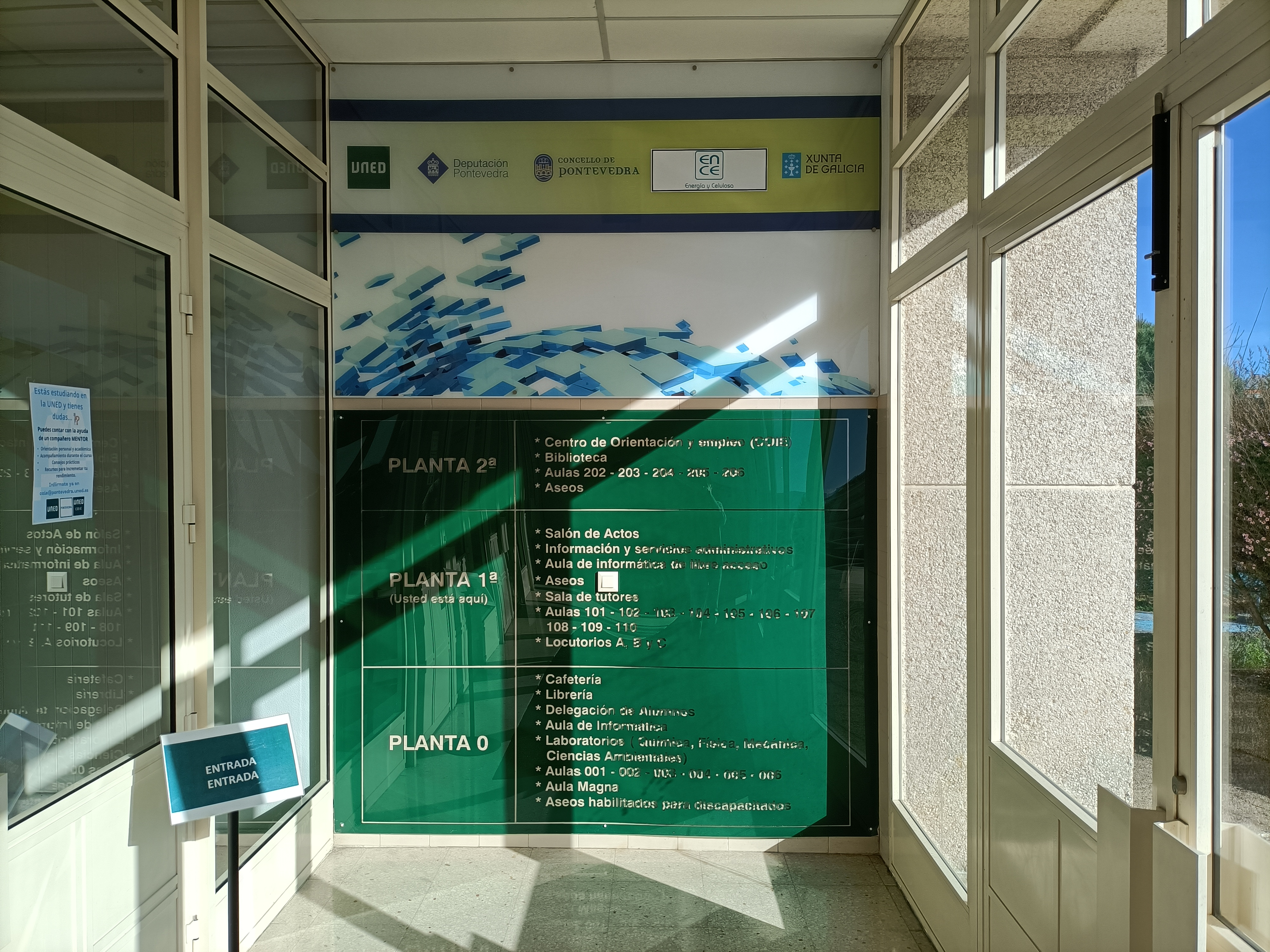
Diretório à entrada da UNED
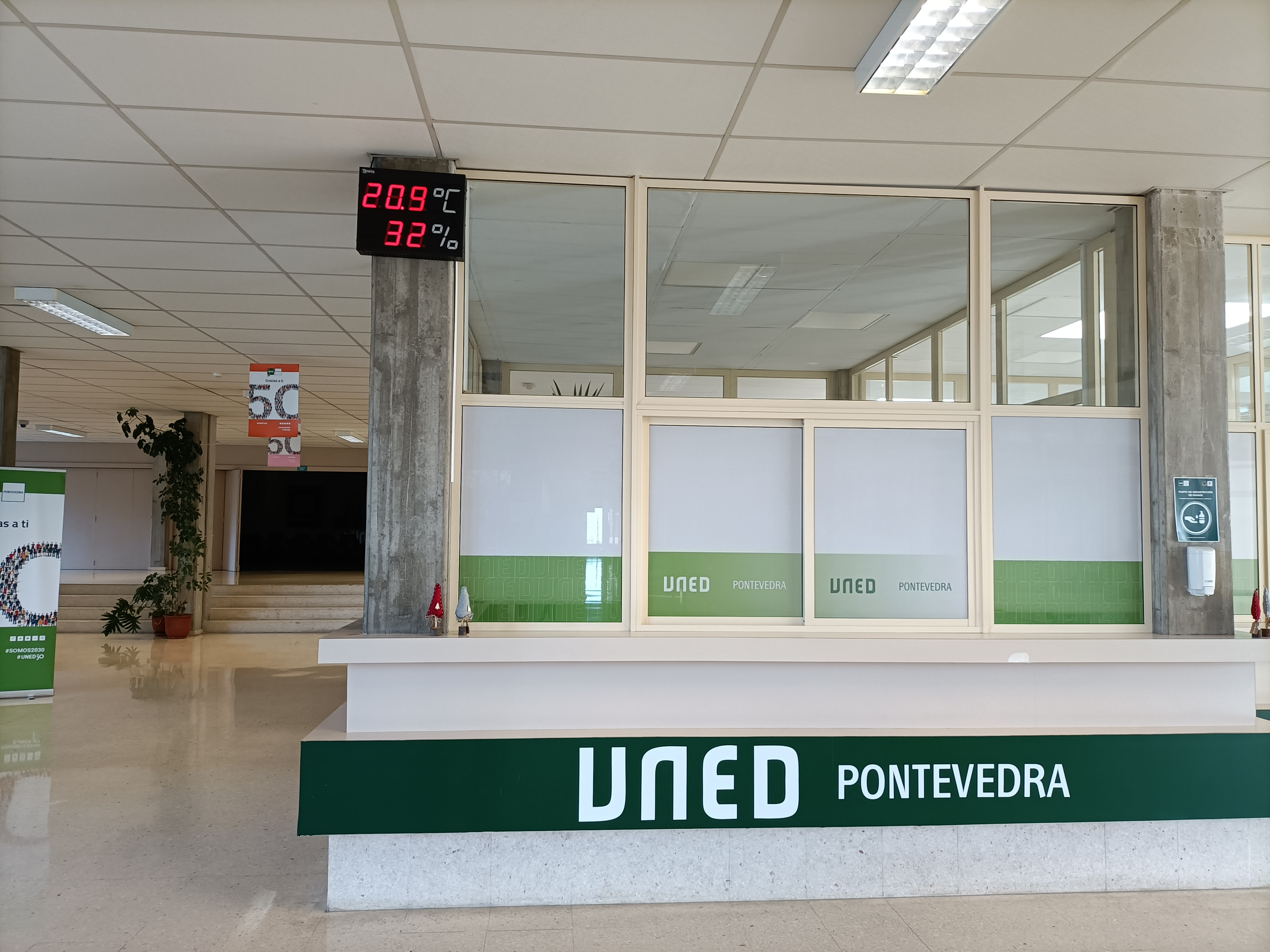
Vestíbulo no interior da sede de Pontevedra
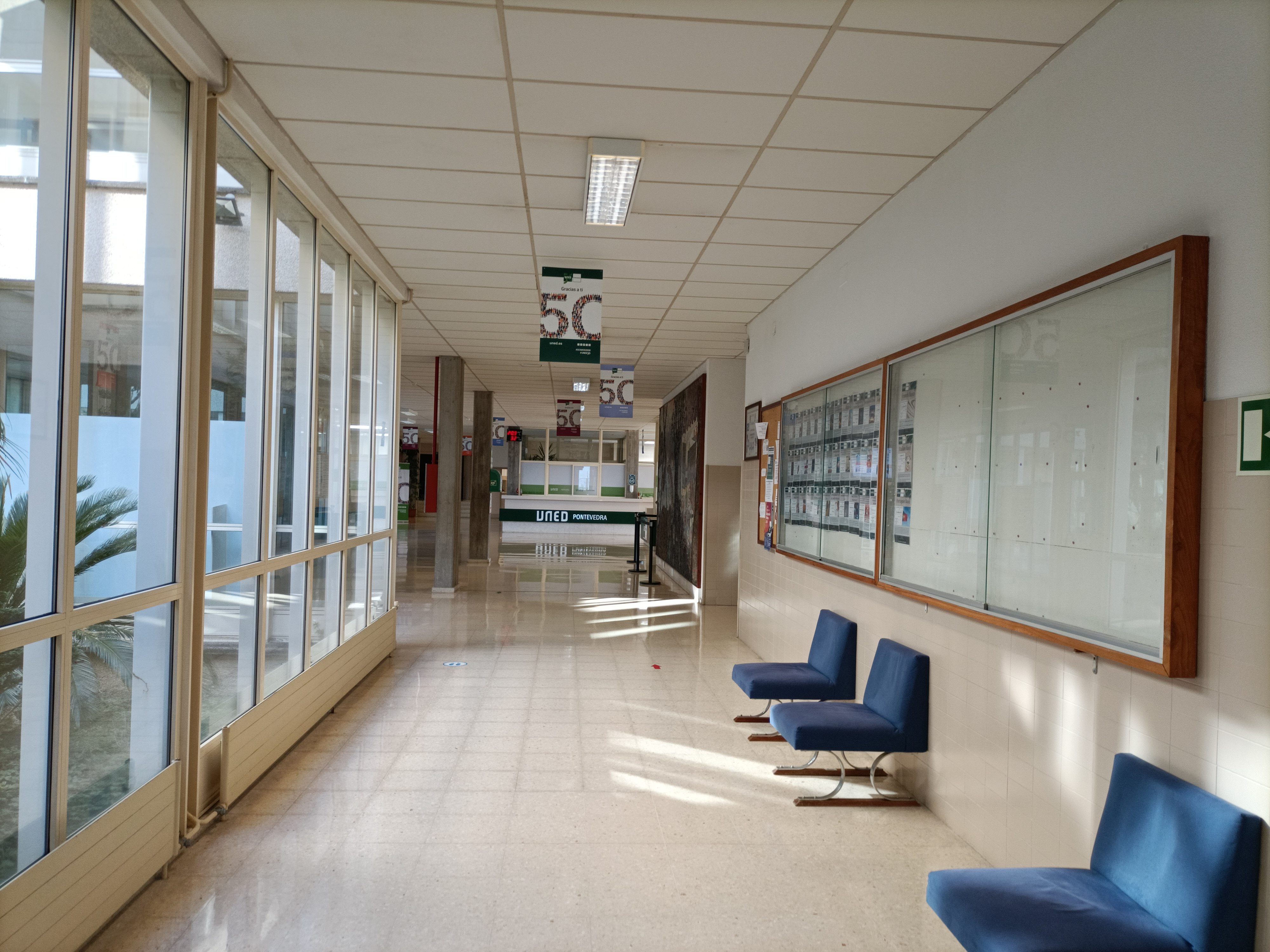
Um dos corredores do centro universitário
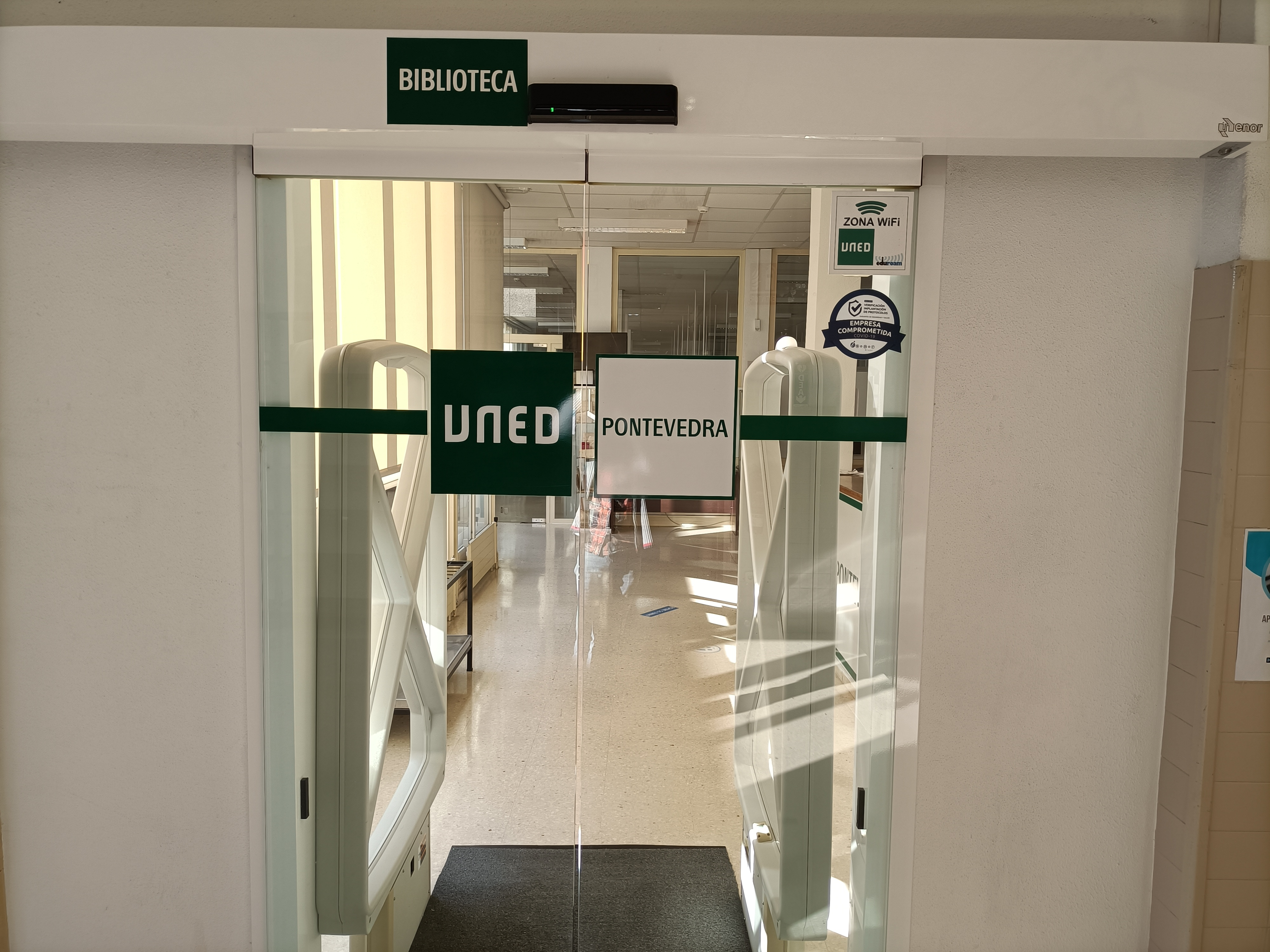
Entrada da biblioteca do centro
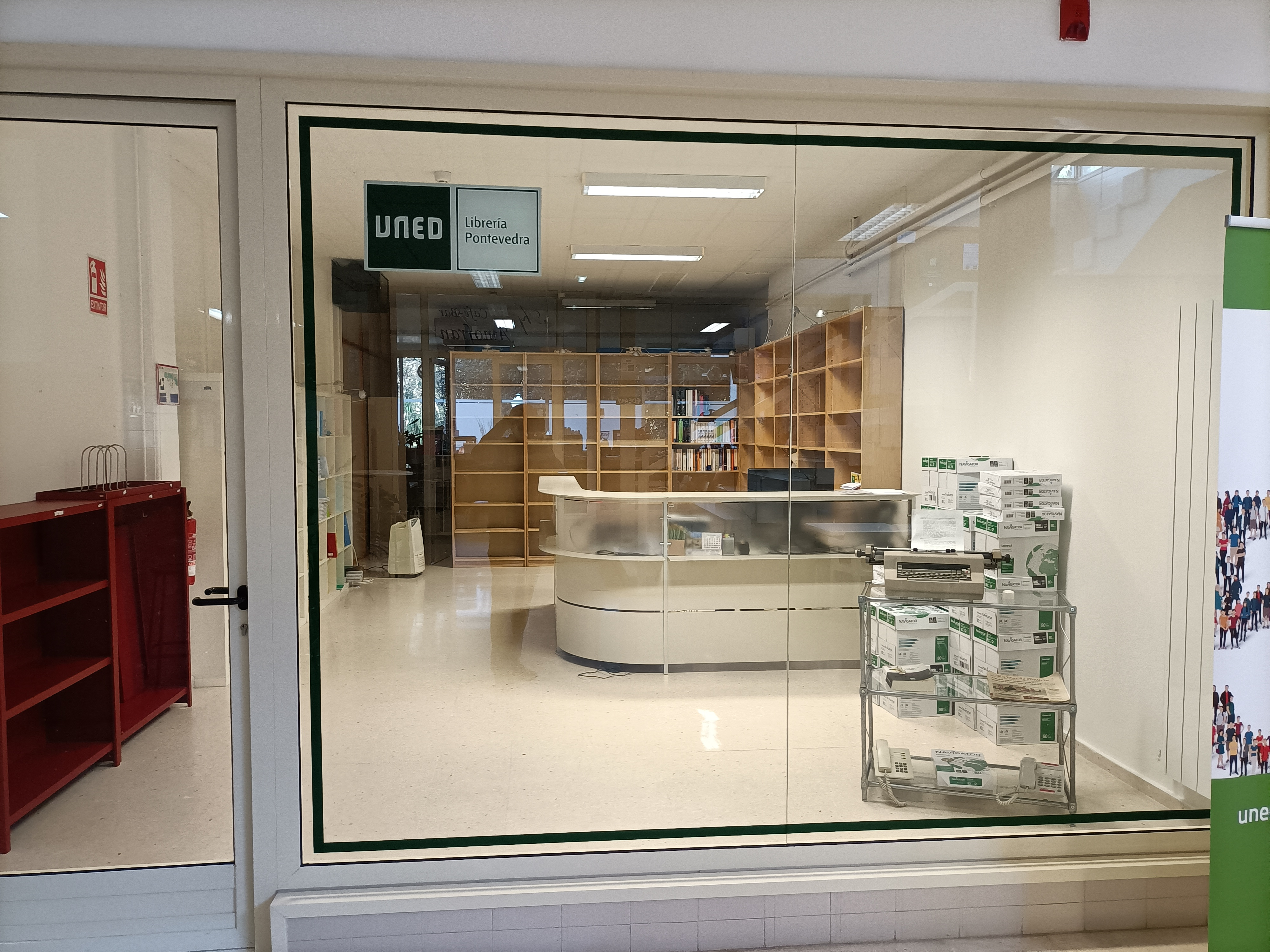
Livraría do centro em Pontevedra

### Artigos relacionados
- Universidade Nacional de Educação a Distância
- Monte Porreiro
- Campus de Pontevedra